# Константін Шумахер
Константін Шумахер (рум. Constantin Schumacher, нар. 8 травня 1976, Фелтічень) — колишній румунський футболіст німецького походження, який грав на позиції півзахисника. Відомий за виступами у низці румунських клубів, виступав також у клубах вищого дивізіону Китаю. В Україні відомий за виступами за луцьку «Волинь». По закінченні кар'єри футболіста — румунський футбольний тренер.

## Клубна кар'єра
Константін Шумахер народився у Фелтічені, і розпочав занаття футболом у місцевій юнацькій команді. У професійному футболі він дебютував у місцевій команді «Фореста» у сезоні 1992—1993 років. Наступного сезону молодий футболіст розпочав у команді «Арджеш» із Пітештів, яка за рік перемогла в румунському другому дивізіоні та вийшла до вищого румунського дивізіону. Протягом 6 років Шумахер був одним із футболістів основного складу команди вищої ліги, і в 1999 році перейшов до одно із найстаріших клубів із столиці Румунії — «Рапіда». У цій команді футболіст став чемпіоном Румунії, володарем Кубка Румунії та двічі володарем Суперкубку Румунії. Проте у цій команді він не завжди був гравцем основи, та протягом півроку грав у оренді за клуб «Глорія». У 2003 році Константін Шумахер став гравцем китайського клубу «Юннань Хунта». Наступного року ця команда об'єдналась із клубом «Чунцін Ліфань», і наступний сезон футболіст провів у цій команді. У кінці 2004 року Шумахер повернувся до Румунії, де грав за клуб «Університатя» з Крайови.
У 2005 році Костантін Шумахер став гравцем клубу вищої української ліги «Волинь» з Луцька. Проте в команді румунський нападник не завжди був гравцем основи, та, зігравши протягом сезону 17 матчів у чемпіонаті та одну гру в Кубку України, покинув клуб, і став гравцем китайської команди «Гуанчжоу Фармасьютікалс». За півроку футболіст повернувся до Румунії, де знову грав у складі «Арджеша». Далі по одному сезону Шумахер грав у складі румунських команд «Чахлеул» та «Інтернаціонал», проте вже не був у них гравцем основного складу. У 2009 році Константін Шумахер грав у складі грецької команди третього дивізіону «Анагеннісі», після чого завершив кар'єру футболіста.

## Виступи за збірну
Константін Шумахер у 2002 році залучався до складу національної збірної Румунії, але зіграв у її складі лише один товариський матч проти збірної Хорватії, після чого не викликався до лав збірної.

## Кар'єра тренера
У 2011 році, майже відразу після закінчення кар'єри футболіста, Константін Шумахер розпочав тренерську кар'єру, та очолив клуб «Ювентус» із Бухареста. За рік колишній нападник став головним тренером команди «Римніку-Вилча», а 2013 році був технічним директором клубу «Оцелул». Цього ж року клуб «Арджеш», за який тривалий час грав Шумахер, збанкрутував, і на його місці виник новий клуб «Арджеш 1953», у якому колишній футболіст протягом 2014 року був граючим тренером. Після відродження «Арджеша», спочатку під назвою «Пітешті», Шумахер очолив його тренерський штаб. У 2016 році колишній нападник очолював тренерський штаб клубу «Петролул». З початку 2017 року Константін Шумахер очолював тренерський штаб бухарестського «Рапіда», покинув посаду в жовтні 2018 року. У 2019 році Шумахер очолював нижчоліговий клуб «Атлетік» (Браду), та працював асистентом головного тренера клубу «Університатя». З 2021 року Константін Шумахер знову працює в клубі «Арджеш, спочатку очолював другу команду клубу, а з 2022 року працює тренером головної команди.

## Досягнення
- Чемпіон Румунії:

«Рапід»: 2002–2003
- Володар Кубка Румунії:

«Рапід»: 2001–2002
- Володар Суперкубка Румунії:

«Рапід»: 1999, 2002